# Сен-Маркуф
Сен-Марку́ф (фр. Saint-Marcouf) — коммуна во Франции, находится в регионе Нижняя Нормандия. Департамент коммуны — Кальвадос. Входит в состав кантона Изиньи-сюр-Мер. Округ коммуны — Байё.
Код INSEE коммуны — 14613.

## Население
Население коммуны на 2010 год составляло 96 человек.
| 1962 | 1968 | 1975 | 1982 | 1990 | 1999 | 2010 |
| ---- | ---- | ---- | ---- | ---- | ---- | ---- |
| 147  | 128  | 112  | 99   | 94   | 102  | 96   |

## Экономика
В 2010 году среди 62 человек трудоспособного возраста (15—64 лет) 43 были экономически активными, 19 — неактивными (показатель активности — 69,4 %, в 1999 году было 72,1 %). Из 43 активных жителей работали 39 человек (26 мужчин и 13 женщин), безработных было 4 (2 мужчин и 2 женщины). Среди 19 неактивных 5 человек были учениками или студентами, 6 — пенсионерами, 8 были неактивными по другим причинам.